# 囲碁将棋の情熱スリーポイント
『囲碁将棋の情熱スリーポイント』（いごしょうぎのじょうねつスリーポイント）は、お笑いコンビ囲碁将棋がパーソナリティを務めるネットラジオ番組。
お笑いラジオアプリGERAにて毎週火曜日更新。過去3か月分の放送回が無料で聴取できるほか、メンバーシップ会員限定で過去の放送回の配信や会員限定音源などが配信されている。

## 概要
2020年10月27日より放送開始。『元プロバスケットボール選手で“ミスターバスケットボール”の異名を持つ佐古賢一がパーソナリティを務めるラジオ番組「情熱スリーポイント」が終わったため、そのまま居抜きで担当することになった』という架空の設定を初回から貫いている。
また、一定水準を超えた面白いメールしか読まないというスタンスのため、番組開始当初はパーソナリティである文田と番組の構成作家が書いたメールだけを読んでいた。しかし、その噂を聞きつけた有名ハガキ職人や大喜利ライブなどで有名なリスナーから頻繁にメールが送られるようになり、現在は名だたるハガキ職人が集結しているラジオ番組として有名になっている。また、基本的に作家によるメールの添削は行われず、どんな長文でも送った文章がそのまま読み上げられる。
番組推奨ハッシュタグは『#情熱スリー』。

## 番組のシステム
メールが読まれた人には「ホンモノ」と書かれたオリジナルステッカーが贈られる。この「ホンモノ」と書かれたステッカーは非売品となっており、購入できるのは「ニセモノ」と書かれたステッカーのみ。
また、その週のベストメールには「MVPステッカー」、放送回のタイトルになったメールには「タイトルホルダーステッカー」が贈られる。ベストメールに選ばれたリスナーにはステッカーに加え、そのメールにちなんだ景品も贈呈される。

## コーナー
公式で募集しているのは「佐古目撃情報」「ふつおた」のみではあるが、リスナーが勝手に作ったコーナーに自然とメールが集まり、コーナー化しているものもある。

### 公式に募集しているもの
- 佐古目撃情報

「本番組の以前のパーソナリティとされている佐古賢一の目撃情報が勝手に集まってくる」...という名目のもと行われているコーナー。メールの内容は、実際の目撃情報ではなく基本的に架空のもの。コーナーの最後には囲碁将棋からもそれぞれ目撃したとされる佐古賢一の様子が話される。
- ふつおた

「囲碁将棋のおふたりは○○ですか？」という質問で終わる一般的なラジオ番組のいわゆる“普通のお便り”のかたちは崩さず、妄想や嘘だらけの長文メールを送ってもらうコーナー。

### 公式に募集していないコーナー
- いねぇって！

根建のツッコミフレーズ「いねぇって！」を引き出す文章が送られてるコーナー。
- 女根建太一

リスナーから「根建太一が女だったら」という設定で作った物語が送られてるコーナー。
- 幼稚だと思うもの

リスナーが思う「幼稚なもの」が送られてるコーナー。
- 小手先ワード

誰もが使ってしまいそうなワードが送られてくるコーナー。
- ニー

「いねぇって！」からの派生。リスナーから様々な「〇〇ニー」が送られてるコーナー。
・アホ古畑

## ゲスト
- パーマ大佐 - #23
- ニューヨーク - #26
- ダイタク - #46
- ライス 田所 - #70[2]
- しずる KAƵMA - #95
- ビッグ小原健太 - #100
- POISON GIRL BAND 吉田 - #123
- サツマカワRPG - #123
- ライス 田所 - #131,132[3]
- ジョイマン 池谷 - #141
- 街裏ぴんく - #185

## テーマ曲
- オープニング：プラトニックラブファントム「マツバラブファントム」
  - 「#66 情熱スリーオープニングジングル選考会！[4]」にて鼻歌だけで送ってきたリスナーの歌に番組の構成作家である松原が曲をつけた
  - 曲のタイトルは『囲碁将棋の「情熱スリーポイント対抗試合」3試合目〜押し寄せる芸人シューター軍の波〜[5]』のエンディングにて初解禁された

- タイトルコールジングル：松原将貴「DAM DAM 心魅かれてく」
  - 曲のタイトルは『囲碁将棋の「情熱スリーポイント対抗試合」一試合目～エースシューターの襲来～[6]』にて、まだタイトルがなかった本曲のタイトル名を大喜利として出題。その解答で最も得点を獲得したリスナーのタイトル名が採用された。

- エンディング：囲碁将棋&松原将貴「Mr.バスケ」
  - 『囲碁将棋の「情熱スリーポイント対抗試合」二試合目～情熱アワード2021～[7]』のエンディングにて初披露された。

## リスナー
本番組のリスナーを『シューター』と呼んでおり、メール採用数の多いリスナーを『エースシューター』と呼んでいる。
主なエースシューター
- 冬の鬼
- HU
- 五・一五次元
- アマチュアダックスフント
- 祖母から産まれた孫
- 魁!河合塾
- 扁桃パンダ
- パラダイス銀紙
- 故郷は地球
- 珍事件もマンパワーで解決
- ダビドサラダ
- 日本代表
- くだらない質問
- 紙コップ
- ネバーエンディングストーリー
- 中出さない犬
- ナッチのオムライス

## スタッフ
現在のスタッフ
- 構成：立川ヒロナリ、松原将貴
- プロデューサー：横田早紀（GERA責任者）[8]
- 音声：南陽太

過去のスタッフ
- ディレクター：小柴

## 番組イベント
『GERA×囲碁将棋presents 囲碁将棋の「情熱スリーポイント対抗試合」一試合目～エースシューターの襲来～』
2021年6月12日、東京・よしもと有楽町シアターにて開催。
ゲスト:冬の鬼、アマチュアダックスフント、パラダイス銀紙（3人とも番組リスナー）
『GERA×囲碁将棋presents囲碁将棋の「情熱スリーポイント対抗試合」二試合目～情熱アワード2021～』
2021年10月3日、東京・よしもと有楽町シアターにて開催。
『GERA×囲碁将棋presents囲碁将棋の「情熱スリーポイント対抗試合」三試合目〜押し寄せる芸人シューター軍の波〜』
2022年6月26日、東京・よしもと有楽町シアターにて開催。
ゲスト:ライス田所、マヂカルラブリー村上、Dr.ハインリッヒ幸、ヤーレンズ出井、ママタルト檜原
『GERA×囲碁将棋presents囲碁将棋の情熱スリーポイント「情熱アワード2022」』
2022年12月13日、東京・よしもと有楽町シアターにて開催。
『囲碁将棋の情熱スリーポイントpresents ふつうのネタライブ』
2023年8月27日、東京・ルミネtheよしもとにて開催。
ゲスト:ザ・ギース、街裏ぴんく、ネルソンズ、ダイヤモンド、シンクロニシティ
『情熱スリーポイント エキシビジョンマッチ3POINT YEARS』
2023年12月9日、東京・ルミネtheよしもとにて開催。
ゲスト:パンサー菅、ママタルト檜原
『囲碁将棋の情熱スリーポイント　presents ふつうのネタライブ Vol.2』
2024年9月11日、日経ホールにて開催。
ゲスト:令和ロマン、ラブレターズ、パンプキンポテトフライ、サルゴリラ、街裏ぴんく
『囲碁将棋の情熱スリーポイント 情熱アワード2024』
2024年12月24日、新宿マルイ本館（STUDIO01）にて開催。
番組展示『囲碁将棋の情熱スリーポイント展 ～凝固～』
2024年12月25日～28日、新宿マルイ本館にて開催。